# Municipio de Cleveland (Misuri)
El municipio de Cleveland (en inglés: Cleveland Township) es un municipio ubicado en el condado de Callaway en el estado estadounidense de Misuri. En el año 2010 tenía una población de 742 habitantes y una densidad poblacional de 10,89 personas por km².

## Geografía
El municipio de Cleveland se encuentra ubicado en las coordenadas 38°59′49″N 92°7′12″O / 38.99694, -92.12000. Según la Oficina del Censo de los Estados Unidos, el municipio tiene una superficie total de 68.15 km², de la cual 67,23 km² corresponden a tierra firme y (1,35 %) 0,92 km² es agua.

## Demografía
Según el censo de 2010, había 742 personas residiendo en el municipio de Cleveland. La densidad de población era de 10,89 hab./km². De los 742 habitantes, el municipio de Cleveland estaba compuesto por el 94,07 % blancos, el 2,16 % eran afroamericanos, el 1,48 % eran amerindios, el 0,27 % eran asiáticos, el 0,13 % eran de otras razas y el 1,89 % eran de una mezcla de razas. Del total de la población el 1,08 % eran hispanos o latinos de cualquier raza.